# José Constantino Nalda
José Constantino Nalda García, né le 5 août 1939 à Valladolid, est un homme politique espagnol, membre du Parti socialiste ouvrier espagnol (PSOE).
Universitaire spécialisé en physique nucléaire, il est élu au conseil municipal de Valladolid en 1979, au Sénat en 1982 et aux Cortes de Castille-et-León en 1983. Cette même année, il devient membre du gouvernement régional, dont il prend la présidence en 1986. L'année suivante, il est nommé dans la haute fonction publique espagnole et se retire de la vie politique.

## Biographie

### Universitaire
Après avoir obtenu sa licence de sciences physiques à l'université Complutense de Madrid, il intègre le corps national des professeurs, puis passe avec succès son doctorat de sciences physiques à l'université de Valladolid, avec le prix extraordinaire.
Il a brièvement enseigné, entre 1959 et 1961, la physique atomique, moléculaire et nucléaire à la faculté de sciences de l'université de Valladolid, dont il a un temps été vice-doyen.

### Élu de Valladolid
En 1979, il est élu au conseil municipal de Valladolid, devenant premier adjoint au maire, le socialiste Tomás Rodríguez Bolaños, chargé des Finances, ainsi que membre de la députation provinciale. À l'occasion des élections générales anticipées du 28 octobre 1982, il se présente au Sénat dans la province de Valladolid et remporte un siège avec plus de 138 000 voix, arrivant en troisième position. Enfin, aux élections régionales du 8 mai 1983, il est élu député régional (procurador) de la province aux Cortes de Castille-et-León.

### Conseiller de la Junte de Castille-et-León
Le 3 juin suivant, il est nommé conseiller au Gouvernement intérieur et à l'Administration territoriale de la Junte, dans le premier gouvernement du président socialiste Demetrio Madrid. Lors du remaniement orchestré le 4 septembre 1984, il prend les fonctions de conseiller à la Présidence et à l'Administration territoriale. Lors des élections générales anticipées du 22 juin 1986, il est réélu sénateur, par environ 108 000 voix, se plaçant de nouveau en troisième position.

### Président de la Junte de Castille-et-León
Mis en examen par la cour territoriale de Valladolid pour vente illégale d'entreprise, Demetrio Madrid annonce sa démission le 29 octobre 1986, moins d'un an avant les prochaines élections régionales. Trois jours plus tard, la commission exécutive régionale du Parti socialiste de Castille-et-León-PSOE (PSCyL-PSOE) débat de la succession. Le consensus se forme initialement sur le conseiller aux Transports, Juan Antonio Lorenzo, mais le secrétaire général du parti, Juan José Laborda, rappelle que le président ne pourra être que transitoire, puisque lui-même sera chef de file aux prochaines élections, ce qui fait basculer la majorité en faveur de Nalda, au grand dam des trois quarts des membres du gouvernement. Le 3 novembre, la direction fédérale confirme la candidature du conseiller à la Présidence.
Il est investi président de la Junte de Castille-et-León le 14 novembre, par 43 voix contre 39, soit l'exacte majorité absolue du Parlement régional. Il entre en fonction une semaine après.

### Fin de carrière
Réélu député régional de la province de Valladolid aux élections régionales du 10 juin 1987, alors même que le PSCyL-PSOE passe dans l'opposition, il se représente au Sénat lors des élections générales anticipées du 29 octobre 1989, mais n'est pas réélu, arrivant seulement en sixième position avec 94 000 suffrages. Toutefois, il est nommé, le 16 décembre suivant, président de l'Institut national d'administration publique (INAP), poste qu'il occupe jusqu'au 26 novembre 1994.
En sa qualité d'ancien président de la Junte de Castille-et-León, il devient membre de droit du conseil consultatif de la communauté autonome, lors de sa constitution en mai 2003.